# Palacio de Mora Claros
El Palacio de Mora Claros es un edificio situado en la antigua calle Botica, actual calle Mora Claros de la ciudad española de Huelva. Levantado como residencia del empresario y político onubense Antonio Mora Claros y Josefa Jiménez Vázquez, actualmente funciona como centro de día para personas mayores. Dicho edificio se encuentra inscrito en el Catálogo de edificios, elementos y espacios urbanos de valores singulares del Plan especial del casco histórico del Ayuntamiento de Huelva.

## La historia
Los primeros años del siglo XX son una época de esplendor para Huelva. A la sombra de las riquezas generadas por la explotación de las minas de Riotinto, cuyo punto de salida comercial es la propia Huelva, se desarrolla una élite burguesa que dirige la vida política y social de la ciudad. Huelva vive un proceso de modernización en su urbanismo (alcantarillado, asfaltado de calle, llegada de la iluminación eléctrica) y un resurgir cultural. 
La calle Puerto es la principal arteria de la Huelva de la época. Alberga los organismos oficiales y va a ser también la más solicitada para la construcción de los domicilios de la incipiente burguesía. De 1904 es la casa de Antonio Checa Núñez, mientras que en 1916 construye la Casa del Millón, domicilio de Juan Quintero Báez (actualmente sede del Colegio Oficial de Arquitectos de Huelva).
El palacio de Mora Claros fue impulsado por el matrimonio formado por Antonio Mora Claros, industrial, y Josefa Jiménez Vázquez, procedente de una familia de Alosno. Empieza a levantarse en 1912, según proyecto de Moisés Serrano, aunque la elegancia y suntuosidad hubo de llegar a su meta en la primavera de 1919, según proyecto de José María Pérez Carasa sin que ello menoscabase la grandeza anterior. El 2 de mayo del referido año se acordó conceder licencia a Don Antonio de Mora para realizar obras de ampliación en su casa, número 17 de la calle Tetuán en el solar de su propiedad número 15 de la misma calle.
Puede decirse que todas las espléndidas mejoras de Huelva debidas a don Antonio, antes y después siendo alcalde, se incubaron en este palacio. En ella se trabajaron las gestiones para la vuelta de la Orden de San Francisco al histórico Monasterio de La Rábida; para la erección del Teatro Mora contribuyendo ello al desarrollo de la educación artística, científica y literaria de la colectividad; para la creación del "Diario de Huelva" y para todo lo que en Huelva suponía por aquel entonces fomento y engrandecimiento de la industria onubense.
El palacio contribuyó a la amabilidad y esplendidez de Huelva gracias a sus generosos y exquisitos dueños. Estando dotado de tantas estancias, comodidades y prosperidad, llegadas las ocasiones pudo servir de egregio albergue a ilustres personalidades de unos servicios que en Huelva ningún organismo oficial podía disponer.
Junto a la fachada lateral fue inaugurado en 1926 un monumento en su memoria, situado entonces en la puerta del Ayuntamiento del que había sido alcalde. El busto fue realizado por Diego García Carreras, gracias a una suscripción popular.
En 1936 tras ser saqueado, la Condesa de Mora Claros hubo de hacer grandes reparaciones del Palacio de su propiedad y habitación dándole el estilo sobrio y elegante que aun ostenta en sus fachadas, en una de las cuales (la de la calle Botica) ordenó la colocación de su escudo condal.
En 1949, en varias dependencias de la planta baja del edificio, se establece la Biblioteca pública provincial, costeada por la Diputación de Huelva.
Fue adquirido por la Junta de Andalucía en 1997, afrontándose entonces obras de restauración y adaptación a su nuevo uso como centro de día para personas mayores.

## El edificio
Es una construcción estilísticamente ecléctica. En su fachada sobresale un torreón al estilo del Segundo Imperio francés, situado en el ángulo qué forma la esquina de las calles Mora Claros y Puerto. Los vanos del piso inferior se presentan enmarcados con molduras y ménsulas de decoración clásica en su parte superior, elementos que sustentan las balconadas del piso de arriba. Estos balcones presentan cierres acristalados de forja cuya decoración tiene inspiración renacentista. La puerta principal está marcada por una ancha montura con decoración renacentista de grutescos.
El interior alterna el gusto clásico de las yeserías, con decoración de ménsulas y querubines, con elementos modernistas como las barandillas de forja con flores de cobre o la gran vidriera que separa en el vestíbulo del patio. Cuenta con motivos alusivos al Descubrimiento de América, además de decoración vegetal y paisajística. Destacan también los zócalos de azulejos de decoración vegetal y animal, inspirados en la tradición andalusí.
Se trata de una edificación incluida en el catálogo de edificios y espacio urbanos singulares del plan especial del casco histórico de Huelva con alto grado de protección.